# Der Untergang des Sonnenreiches
Der Untergang des Sonnenreiches ist ein Historienfilm des Regisseurs Irving Lerner aus dem Jahr 1969. Das Drehbuch des in US-amerikanisch-britischer Co-Produktion entstandenen Filmes basiert auf dem Bühnenstück Die königliche Jagd nach der Sonne von Peter Shaffer, das 1964 in London uraufgeführt wurde.

## Handlung
Der spanische Entdecker Francisco Pizarro kann seinen König davon überzeugen, eine Expedition nach Peru zu finanzieren, die den Goldschatz der Inkas erbeuten soll. Zwei Priester und der königliche Repräsentant Estete werden ihm zur Seite gestellt. Pizarro rekrutiert 167 Freiwillige. Zu seinem Stellvertreter macht er Hernando de Soto.
In Südamerika angekommen, trifft Pizarro auf den Inkakönig Atahualpa, der von seinen Anhängern vor den Spaniern gewarnt wurde. Den Inkapriestern gegenüber gibt sich Pizarro als Gott zu erkennen. Der Inkaherrscher besucht das spanische Lager. Der Dominikaner Valverde will ihn zum Christentum bekehren. Die Bekehrung bleibt jedoch erfolglos, die spanischen Priester wollen, dass Atahualpa gefangen genommen wird. Pizarro stimmt zu, nimmt den Herrscher in Haft und lässt dessen Eskorte töten. Als Lösegeld soll so viel Gold geliefert werden, wie in Atahualpas Zelle passt. Während die Inkas sich daran machen, das Gold zu beschaffen, lernt Pizarro den Inkaherrscher besser kennen und ist mit der Zeit von dessen Göttlichkeit teilweise überzeugt.
Als das Gold geliefert ist, sind die spanischen Offiziere beunruhigt. Sie befürchten, dass die Inkas sich rächen wollen und fordern die Hinrichtung Atahualpas. Die Priester, deren Bekehrungsversuche erfolglos waren, stimmen der Hinrichtung zu. Atahualpa garantiert die Sicherheit Pizarros, dennoch wird er, trotz Pizarros Einspruch, zum Tode verurteilt. Atahualpa trägt eine goldene Maske und versichert, dass der Sonnengott nicht erlauben werde, dass er sterbe. Nach der Exekution nimmt Pizarro, im Glauben an Atahualpas Prophezeiung, die Maske des Toten ab. Als er erkennt, dass der Inkaherrscher wirklich tot ist, wird ihm die Größe des Verbrechens, das gegen die Inkas verübt wurde, klar.

## Kritiken
Lexikon des internationalen Films: „Peter Shaffers ambitioniertes religionskritisches Bühnenstück über den Zusammenstoß zweier Kulturen und das Aufeinanderprallen von Christentum und Sonnenkult wurde zugunsten eines aufwendigen Abenteuerfilms weitgehend um seine geistige Auseinandersetzung gebracht. Eindrucksvoll die schauspielerischen Glanznummern, die jenseits der äußerlichen Effekte noch einige Tiefenwirkungen erzielen.“
Die Variety bescheinigte dem Film Pluspunkte in der Besetzung von Shaw und Plummer, dem intelligenten Drehbuch von Yordan und dem unterstützenden Ton.

## Hintergrund
Die Uraufführung fand am 6. Oktober 1969 in New York statt. In Deutschland wurde der Film erstmals am 15. Juli 1970 gezeigt.
Gedreht wurde in Peru und Spanien.
Für die Ausstattung war der Szenenbildner Eugène Lourié zuständig.